# Wachusett-Riff
Das Wachusett-Riff (auch Wachusett-Bank, englisch Wachusett Reef bzw. Shoal) ist ein angebliches Riff im südlichen Pazifik. Es wurde am 4. Juni 1899 von Kapitän H. M. Lambert vom US-amerikanischen Schiff Wachusett unter 32° 18' S; 151° 08' W wahrgenommen, seine Existenz konnte später aber nicht bestätigt werden.

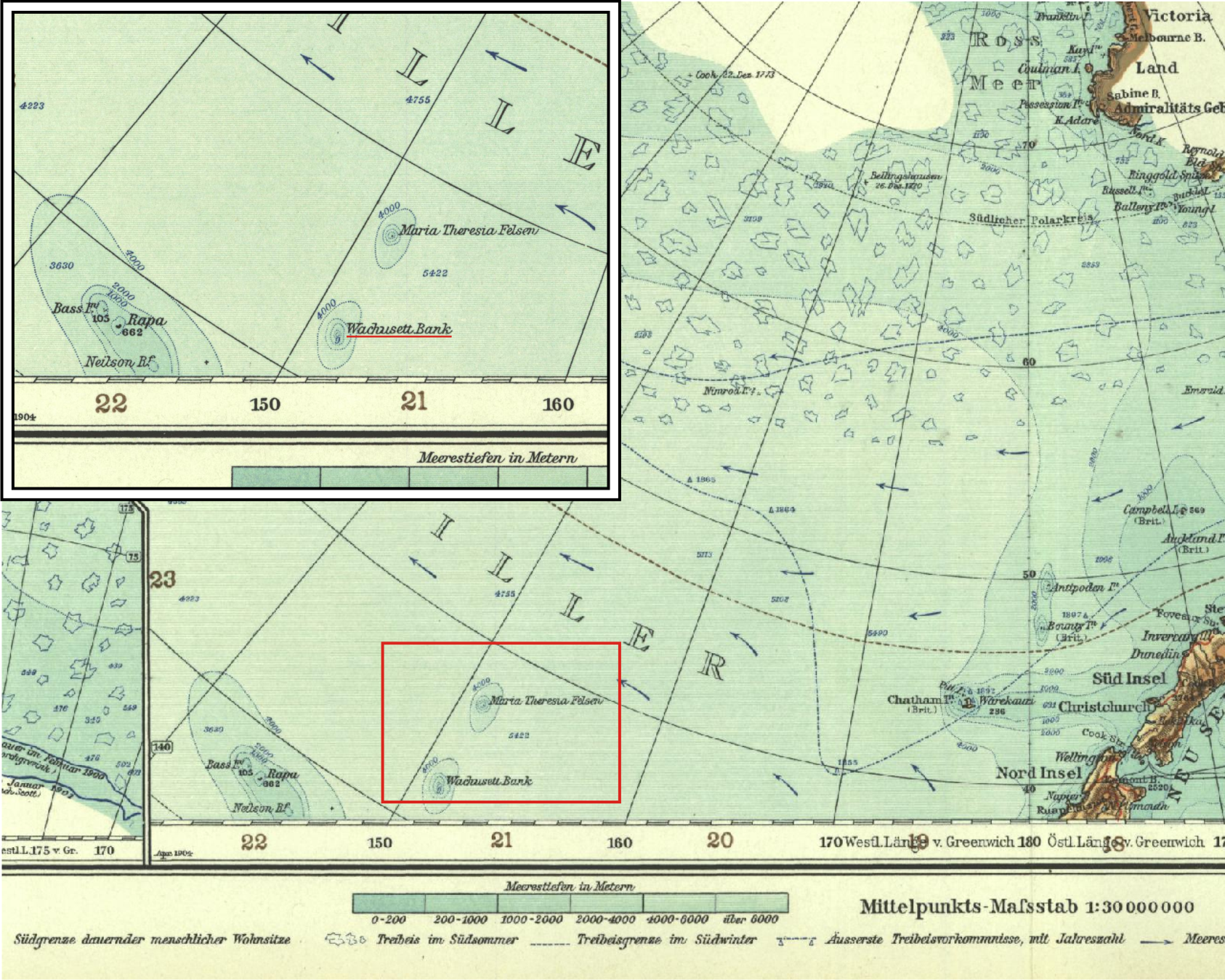
Lage des Wachusett Riffs auf einer Karte von 1904

Lambert durchfuhr eine ca. 150 m breite Meeresstelle mit dunkelgrauer Farbe, die sich von dem umgebenden tiefblauen Wasser stark abhob. Kapitän Lambert hielt diese Stelle für ein Korallenriff und schätzte ihre Tiefe auf 9–11 m; Lotungen wurden keine vorgenommen.
Das vermeintliche Riff konnte in der Folgezeit nicht wieder aufgefunden werden und wurde von den französischen Seekarten getilgt. Nach dem Pacific Islands Pilot der Britischen Admiralität kann die Erscheinung von Riffen und Brechern durch Wolkenreflexion, vulkanische Erscheinungen, Fischschwärme und marine Mikroorganismen vorgetäuscht werden, so dass auch der erfahrenste Schiffsführer Gefahr läuft, einer Täuschung zu erliegen.
Dessen ungeachtet findet sich das Wachusett-Riff auch heute noch in renommierten Weltatlanten.
Auch die Existenz des in der Nähe gelegenen Ernest-Legouvé-Riffs und des (von Jules Verne literarisch verarbeiteten) Maria-Theresia-Riffs konnten bisher nicht bestätigt werden.